# Ikarus ŠM
Ikarus ŠM là một loại tàu bay hai tầng cánh của Nam Tư trong thập niên 1920. Do Ikarus Tvornica Aero i Hydroplana thiết kế chế tạo, nó được Hải quân Hoàng gia Nam Tư sử dụng để huấn luyện.

## Quốc gia sử dụng
Nam Tư
- Hải quân Hoàng gia Nam Tư

## Tính năng kỹ chiến thuật (ŠM)
Bản mẫu:Aero specs missing
Danh sách liên quan
- Danh sách máy bay quân sự giữa hai cuộc chiến tranh thế giới
- Danh sách máy bay trong Chiến tranh Thế giới II
- Danh sách thủy phi cơ và tàu bay